# フォゾン
『フォゾン』 (PHOZON) は、1983年11月にナムコ（現・バンダイナムコエンターテインメント）から発売された日本のアーケードゲーム。キャッチフレーズは「前脳の右半分を刺激するゲーム」。
「フォゾン」というタイトルは、原子を意味する "Photon" をもじって名付けられた。キャラクターの名前も科学用語からつけられている。

## ゲーム内容
8方向レバーとボタン1つで自機「ケミック」を操作しながら、画面の四隅から発生する「モレック」と結合していき、画面の背景中央に表示されている完成図のフォーメーションと同じ形状を完成させれば面（ステップ）クリアとなる。「ケミック」が「アトミック」の体当たりや攻撃を受けるとミスで、残数を1失う。すべての残数がなくなるとゲームオーバー。
各面をそれぞれ「ステップ」と呼び、ステップ3つ分は「ワールド」と呼ばれる。先のワールドに進むほど、完成図の出題が難しくなっていく。ワールド内の各ステップでは、前のステップの形状を踏襲してより複雑になった完成図が出題される。ステップ3をクリアするとワールドクリアとなり、次の面でチャレンジングステージが行われ、次のワールドへと進んでいく。
本来は全8ワールドで、ワールド8以降は同じ3つの完成図が繰り返し出題されるループゲームである。しかし、オリジナルのアーケード版はバグによりワールド9以降で完成図の出題が1つずれており、9-1（33面）は8-2（30面）、9-2（34面）は8-3（31面）と同じ完成図が出題されて通常どおりプレイできるが、9-3（35面）の開始時にはモレックがばらばらに散った表示になってゲームがハングアップし、進行不能となってしまう。これを回避する方法はないため、アーケード版は全34面である。各移植版ではワールド8の出題がループして正しくプレイを継続できるように修正されている。
開発当初は、限られた数のモレックで任意の形を作り、芸術点を競うゲーム性も考えられていた。

## キャラクター
ケミック (CHEMIC)
レバーで操作する黒い自機。アトミックと接触するとミスになる。
モレックがケミックもしくはすでにケミックに結合されているモレックに接触すると、斜め四隅のいずれかの位置で結合される。
分離ボタンを押すことで結合された順にモレックを切り離して画面端に飛ばす。ただし、モレックが画面端の外壁に接している場合は、壁に接していないモレックから切り離される。
モレック (MOLEC)
斜め四隅に橙色の接合点を持つ丸い物体。ケミックおよび結合されているモレックと接続して、完成図通りに結合すると面クリアになる。4色あり、同色を連なるように結合するとその個数に応じてボーナス得点。アルファー線、ベータ線に接触すると破壊される。
画面の四隅から出現し、特定の軌道を描きながら浮遊する。出現する色は各位置で固定。色は結合時の得点のみ影響し、クリアには影響しない。
1ステージに出現する最大数は決まっており、画面下の黄色い四角のゲージで表される。出現するたびにゲージが減り、結合したモレックを分離して画面端に射出すると増える。すべて出尽くすまでに完成させないと「STAGE IS NOT CLEARED」となり、その面で結合したモレックがすべて外された状態で最初からやり直しになる。ミスにはならないが、やり直しを繰り返すとパワーモレックの持続時間が短くなり、難易度が上昇する。
パワーモレック (POWER MOLEC)
色が点滅しているモレック。ケミックと結合することで全てのモレック自体が回転を始め、回転が止まるまでの一定時間無敵となり、アトミックを体当たりで破壊することができる。
アトミック (ATOMIC)
巨大な8つの球体。移動と合体分離を繰り返しながらケミックに体当たりをしようとする。分離の際には音を発する。
合体時には決まった軌道を移動する。分裂したときの動きは色ごとに異なり、緑はケミックを狙い、赤・ピンクは決まった軌道を動き、青・シアンは分裂し、黄・オレンジは画面外に向かって移動する。
高次面では8方向に水色の弾を発射することがあり、それにケミックが触れてもミスとなる。
アルファー線 (ALPHA)、ベータ線 (BETA)
アトミックから放出される。ケミックと結合しているモレックが接触するとアルファー線では3つ、ベータ線では1つ破壊される。

## チャレンジングステージ
ボタンを押すことでケミックから上下左右4方向にモレックを発射し、画面外から発生するアトミックを逃さずに破壊する。すべてのアトミックを破壊するとボーナス得点10,000点を得られる。ケミックがアトミックに触れるとチャレンジングステージは即座に終了となるが、ミスにはならない。

## その他
- 偶数ワールドのステップ3でフォーメーションを完成させる際、背景のフォーメーション完成図とx・y軸のどちらかを数ドット以内のずれで成立させれば、プレイヤーの残数が1増える（隠しエクステンド）[3]。
- モレックの項目にある通り、同色を連続して結合すると最大4000点になる。4000点になった時にモレックを1つ分離し、また同じ色を結合しても4000点入る。エブリエクステンド設定でこれを繰り返せば、永久パターンとなる。WORLD1の3面から可能である。
- 画面右下の面数をあらわす表示には「50面」「100面」をあらわすマークがある。また、170面（ワールド43のステップ2）に到達すると、この表示が「im soory（大文字と小文字が重なって表示、綴りが間違っている）」に変わる。これらはアーケード版では前述のバグのため通常のプレイでは見られない[4]が、バグが修正された移植版では見ることができる[2]。

## 後世への影響
作曲家の細井聡司は、本作のサウンドについて効果音と音楽が一体化したような不思議なものだったと、レッドブルミュージックアカデミーによるインタビューに答えており、「それ（『フォゾン』の音楽）を聴いて、ビデオゲーム・ミュージックなら映画、アニメ、ドラマの音楽とは違う、もっと新しい音楽が生み出せるのではないかと思い、この世界を強く意識するようになりました。」とゲーム音楽の作曲家になったきっかけを明かしている。

## 移植版
| No. | タイトル                 | 発売日                                    | 対応機種                      | 開発元             | 発売元                             | メディア                              | 型式                  | 備考                      |
| --- | ------------------------ | ----------------------------------------- | ----------------------------- | ------------------ | ---------------------------------- | ------------------------------------- | --------------------- | ------------------------- |
| 1   | ナムコミュージアム Vol.3 | 1996年6月21日 1997年1月31日 1997年2月12日 | PlayStation                   | ナウプロダクション | ナムコ                             | CD-ROM                                | SLPS 00390 SCES 00268 |                           |
| 2   | ナムコヒストリーVol.2    | 1997年11月28日                            | Windows                       | ナムコ             | ナムコ                             | CD-ROM                                | -                     |                           |
| 3   | NAMCO ARCADE             | 2012年1月26日                             | iOS                           |                    | バンダイナムコエンターテインメント | ダウンロード                          | -                     | 2016年3月15日サービス終了 |
| 4   | NAMCO ARCADE             | 2015年4月                                 | Android                       |                    | バンダイナムコエンターテインメント | ダウンロード                          | -                     | 2016年3月15日サービス終了 |
| 5   | フォゾン                 | 2021年11月25日                            | PlayStation 4 Nintendo Switch | ナムコ             | ハムスター                         | ダウンロード (アーケードアーカイブス) | -                     |                           |

ナムコミュージアム版
アーケード版のリリースから13年目にして家庭用初移植となった。ゲーム部分の移植だけでなく、起動時のセルフテストパターン、クレジットの投入やテストモード、ディップスイッチのオン・オフ操作まで忠実に再現されているが、演出タイミングや文字の表示色に若干異なる点がある。アーケード版ではプレイ不可能だったワールド9以降はワールド8の出題がループされるように修正され、50面や100面のマークや、「im soory」表示も再現されている。家庭用独自の横画面の画面構成のほか、アーケード版と同様にモニターを縦向きにする縦画面に対応する。
ミュージアムモードではゲームの説明や攻略法、パンフレットやインストラクションカードなどの資料を閲覧できる。
アーケードアーカイブス版
実機の不具合で進行しなかったワールド9以降を、ワールド8のループという形で継続して遊べるように修正。